# Otto Wyrgatsch
Otto Wyrgatsch (* 17. Februar 1884 in Dresden; † 12. November 1933 in Kopenhagen) war ein deutscher Publizist und Gewerkschafter.

## Leben und Wirken
Nach dem Schulbesuch wurde Wyrgatsch zum Maschinentechniker ausgebildet. Um die Jahrhundertwende schloss er sich der Sozialdemokratischen Partei Deutschlands (SPD) und der Gewerkschaftsbewegung an, in denen er bald Funktionärsposten übernahm. So bekleidete er seit 1912 die Stellung eines Vertrauensmannes des Deutschen Metallarbeiter-Verbandes (DMV). 
In den Jahren 1913 und 1914 war Wyrgatsch Berichterstatter für das Hamburger Abendblatt. Nach dem Ersten Weltkrieg trat er in die Redaktion des Hildesheimer Volksblatts ein, bevor er 1920 Chefredakteur der sozialdemokratischen Königsberger Volkszeitung in Königsberg wurde, ein Posten, den er bis ins Jahr 1933 beibehalten sollte. Seinen sozialdemokratischen Gesinnungsgenossen zufolge führte Wyrgatsch in dieser Stellung eine „scharfe Klinge gegen den täglich frecher werdenden Faschismus“ was ihn zu einem der „bestgehaßten“ Männer im Lager der extremen politischen Rechten gemacht habe.
Neben seiner journalistischen Tätigkeit übernahm Wyrgatsch in Königsberg eine Reihe öffentliche Ämter: So war er Stadtverordneter der Stadt und Abgeordneter des Provinziallandtags der Provinz Ostpreußen sowie Vorsitzender des Kulturbeirats des Ostmarksenders und Aufsichtsratsmitglied der Städtischen Bühnen Königsberg.
In der Nacht der Reichstagswahl vom 31. Juli 1932 wurde Wyrgatsch im Zuge der nationalsozialistischen Terrorkampagne, die Ostpreußen zu dieser Zeit überzog, in seiner Wohnung in der Scharnhorststraße in Königsberg von Angehörigen der Sturmabteilung (SA) überfallen, wobei er eine Schussverletzung im Oberschenkel erlitt. Der Angriff fand seinerzeit große Beachtung in der deutschen Öffentlichkeit: So nahm Thomas Mann den Vorfall zum Anlass für einen NS-kritischen Leitartikel im Berliner Tageblatt.
Kurz nach der Machtergreifung der Nationalsozialisten floh Wyrgatsch ins Exil nach Dänemark, wo er im November 1933 starb. Sein Nachruf im Neuen Vorwärts führte seinen Tod auf eine „schwere Herzerkrankung“ zurück, die er sich „durch die vielen Aufregungen“ zugezogen habe. In der Literatur taucht demgegenüber häufig die Behauptung auf, er sei an den Folgen seiner 1932 erlittenen Schussverletzung verstorben.